# Корчувате
Корчува́те — історична місцевість, поселення на південно-східній околиці Києва. Приклад топоніму, що впродовж історії зазнав перенесення з одної локалізації на іншу. Початково хутір Корчувате розташовувався на південь від Лисої гори в районі сучасного Лисогірського провулку та під східними схилами Багринової гори. Далі перетоврившись на промислову зону він розрісся на південь вздовж сучасного Столичного шосе.  Станом на 20 ст. Корчуватим стали називати житловий масив на місці колишнього хутора Коник в районіНабережно-Корчуватської вулиці на правобережжі Дніпра. Назва народного походження — від давнього слова «корч» (кущ, пень).

## Історія
Поселення трипільців виявлено на південь від Лисої гори на історичному Корчуватому (ріг вул. Пирогівський шлях та проспекту Науки). Натомість 1937 р. відкрито Корчуватський могильник, що належить до Зарубинецької культури. 
Станом на 16 ст. і до будівництва Лисогірського форту (1872 р.) землі масиву Багринової гори та її східне підніжжя належали Видубицькому монастирю. У 16 ст. вони згадуються як Маєток Багринів. На землевпорядній мапі 1799 р. в  районі сучасного Лисогірського провулка – місці виникнення історичного Корчуватого розташовувалися:
1. хутір Ксаевь на північ від струмка Лукрець;
2. хутір Багринів на південь від струмка Лукрець[1].

Станом на поч. 19 ст. у південно-східного закінчення Лисої гори на узбережжі Лисогірського рукава (Там де на землевпорядній мапі 1799 р. розташовувалисяся хутори Ксаевь та Багринів - районі сучасного бетонного комбінату, 50.388177, 30.551825) показано поселення – хутір Корчувате. Як зазначає С. Вакулішин, перша документальна згадка про Корчувате відноситься до 1832 р. Натоміть вперше хутір Корчувате позначено на мапі Києва 1842 р. На південь від хутора показані казенна цегельня та арештантські казарми на схилах Багринової гори. На трьохверстній мапі Шуберта 1849-50-рр. топонім «Корчеватая» зазначений в районі верхньої частини Галерних островів навпроти Телички та гирла Либіді.
У сер. 19 ст. згадуються Корчуватська пристань і цегельні підприємства на Корчуватому, що протягнулися під схилами Лисої та Багринової гір, споживаючи їх глину. Станом на 60-ті рр. ХІХ ст. Корчувате згадується як хутір, який входив до володінь Видубицького монастиря.
Тривалий час хутір Корчувате був у володінні Видубицького монастиря. На мапі 1871-73 рр. (з поправками 1909 р.) на південному схилі Лисої гори зазначено монастирський хутір Корчувате. У зв’язку з будівництвом Лисогірського форту був проданий цим монастирем Київському інженерному відомству. О. Голованов  уточнює, що Видубицький монастир продав Інженерному управлінню земельні ділянки, дубовий гай та лісову дачу на хуторі Корчуватому. З метою збільшення виробництва цегли для будівництва форту у липні 1872 р. ризькому міщанину Андрію Ерліху було дозволено влаштувати на Корчуватському хуторі приватний цегляний завод.
На австрійській мапі 1891 р. хутір Корчувате показано, але не підписано. На південь від нього біля узбережжя Лисогірського рукава і на південь під схилом Багринової гори розміщувалися цегельні. Тут розміщувались військові млини.
Є згадки з середині XIX століття про Корчуватську пристань і цегельні підприємства на Корчуватому, яке з середини ХІХ століття стає центром цегельного виробництва. Впродовж 1859—1962 років з Корчуватських цегелень щороку відвантажувалося 42 860 пудів цегли.
1900 року у поселенні (передмісті) Корчувате (Корчувата) було 23 двори, мешкало 183 особи. Місцеве населення займалося хліборобством, а також працювали на місцевих цегельних заводах. У поселенні було 4 цегельних заводи: Якова Бернера, Надії Сніжко, Марфи Фокіної та Андріана Доломакіна. Також у поселенні був шинок і постоялий двір.
У 1900—10-ті роки дачна місцевість Коник розташовувалася біля Дніпра, на території Корчуватого (в сучасному розумінні - вздовж Набережно-Корчуватської вулиці), стала осередком натхнення для таких видатних постатей, як Михайло Драгоманов, Олена Пчілка, Людмила Старицька-Черняхівська, Микола Зеров, Панас Саксаганський та багатьох інших. Тут народжувалися музичні твори та поетичні рядки і відбулося чимало знаменних подій. Зокрема у літній домівці Драгоманових було весілля Ольги Драгоманової та Петра Косача. У цей пам’ятний день сюди прибуло багато друзів родини, представників Старої громади.
Імовірно, до 1914 р.  з долини Либіді під Лисою горою на Коник (сучасне Корчувате) перевели понтонерів. Згідно з військово-археологічним планом Китаївського городища (1914), на території, що прилягає до сучасної Галерної (тоді Чернечої) затоки розташовувався Понтонний табір.
Також відбулось освячення літнього народного театру, влаштованого у садибі нащадків власника цегельного заводу Сніжка. Аматорський театральний колектив Михайла Старицького виступив на сцені з славнозвісною комедією «За двома зайцями». Справу батька продовжила Марія Старицька – на китаєвській сцені ставилися п’єси корифея та твори інших драматургів.
Микола Лисенко впродовж багатьох років відпочивав разом зі своєю чисельною родиною в мальовничому Китаєві. Поруч з дачним будиночком ріс великий ліс, у якому вранці після сніданку композитор усамітнювався задля творчості. Літніми вечорами китаївські дачники збирались послухати щойно написані твори.
У 1920-ті рр. населення 502 мешканця, 1932 р. — 554 мешканця.
На мапі 1932 р. на місці хутора Корчуватого показано поодиноку забудову, на південь від якої знаходиться кар’єрне озеро – сучасне озеро Лукрець та озеро по Моторному провулку. Між ними показано кілька сухих кар’єрів для видобутку глини. Жертви Голодомру  - майже чверть населення.
Від 1933 року Корчувате — у межах Києва.
У часи Другої Світової війни загинуло 60 мешканців.
До будівництва дніпровських водосховищ (Київського — 1966 року та Канівського — 1976 року) Корчувате затоплювалося під час великих весняних повеней на Дніпрі (зокрема, 1931 та 1970 років).
На схемі Києва 1960 р. Корчувате підписано на своєму вихідному місці – під схилами Багринової гори. Суцільна промислова зона показана тут на схемі Києва 1979 р. Вперше назву Корчувате, зміщену на південь (в місце виходу історичного с. Мишоловка до Дніпра – хутору Коник), ми зустрічаємо на схемі 1987 р. і пов’язане воно, напевне, з будівництвом починаючи з кінця 1960-х -початку 1970-х рр. нового житлового масиву з назвою Корчувате та прокладкою узбережжям Галерної затоки вул. Набережно-Корчуватської. Тут оселялися робітники заводу «Комуніст» та дніпровського річкового пароплавства. Тут же розташовано топонім Корчувате на мапі 1991 р.

## Опис
Від назви місцевості мають назву вулиця і провулок на Мишоловці. В цьому мікрорайоні розташовані: капличка святого Миколая (ПЦУ, настоятель корчуватівець протоієрей Сергій Ткачук), середня школа, дошкільний навчальний заклад, училище та різні заводи з виготовлення будівельних матеріалів.
Масив Корчувате поділяється на два мікрорайони: Корчувате-1 та Корчувате-2 (основні вулиці Новопирогівська, Набережно-Корчуватська).
Корчувате-2 має більшу забудову, ніж перше. Поштовх для житлової забудови мікрорайон отримав з перенесенням сюди на початку 1970 років проммайданчику філії № 1 заводу «Комуніст» (від 1991 року — завод «Радар»), який і почав тут зводити житловий масив для працівників підприємства.
Мікрорайон має транспортне сполучення зі станціями метро «Либідська», «Видубичі» та «Площа Українських Героїв», а також з Автостанцією «Видубичі».

## Цікаві факти
В урочищі Покал, що розташоване між Лисою горою та історичною місцевістю Корчувате є унікальний водоспад та острів Галерний, який насправді є півостровом. Про цей водоспад немає згадки в жодному туристичному довіднику.
Вірш «У Корчуватому, під Києвом…» української поетеси Ліна Костенко місить згадку про це поселення.